# 2013 ND15

2013 ND15 — тимчасовий троянський астероїд Венери, перший із відкритих троянських астероїдів цієї планети.

## Відкриття
Відкритий 13 липня 2013 року групою вчених із проєкту Pan-STARRS (The Panoramic Survey Telescope and Rapid Response System). Першовідкривачами стали Н. Прімак, А. Шульц, Т. Гоггія та К. Чемберс. Станом на вересень 2014 року астероїд спостерігався 21 раз, сумарна тривалість спостережень склала 26 діб[джерело?].

## Орбіта та фізичні характеристики
За результатами розрахунків виявилося, що цей астероїд належить до групи Атона, має велику піввісь 0,7235 а. о. (для порівняння: велика піввісь орбіти Венери становить 0,723332 а. о.). Орбіта має доволі значний ексцентриситет 0,6115 та невеликий нахил 4,794°. Сам астероїд відносно невеликий, розміром 40—100 метрів, має альбедо 0,04—0,20. Його стандартна зоряна величина становить 24,1.

## Динаміка астероїда
2013 ND15 був ідентифікований як троянський астероїд Венери, який обертається по підковоподібній орбіті навколо точки Лагранжа L4. Через значний ексцентриситет орбіта астероїда перетинає орбіти Землі та Меркурія, а обертання астероїда перебуває в резонансі з цими трьома планетами. Короткочасна динаміка орбіти астероїда значно відрізняється від трьох аналогічних астероїдів: 2001 CK32, 2002 VE68, 2012 XE133.

## Потенційна небезпека для Землі
Оскільки астероїд має стандартну величину більше 22, він не належить до потенційно небезпечних астероїдів, хоча, за розрахунками, він наближається до Землі на відстань менше 0,05 а. о. Наприклад, 21 червня 2016 року наближався до Землі на відстань 0,077 а. о. (11,5 млн км)[джерело?].